# Space-Shuttle-Feststoffraketen

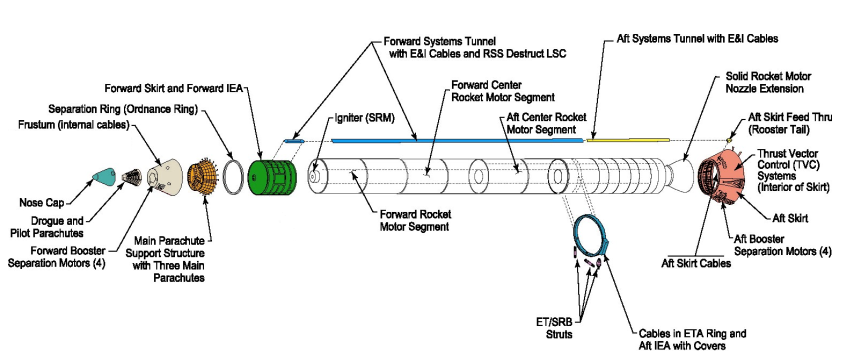
Übersichtsbild eines SRB

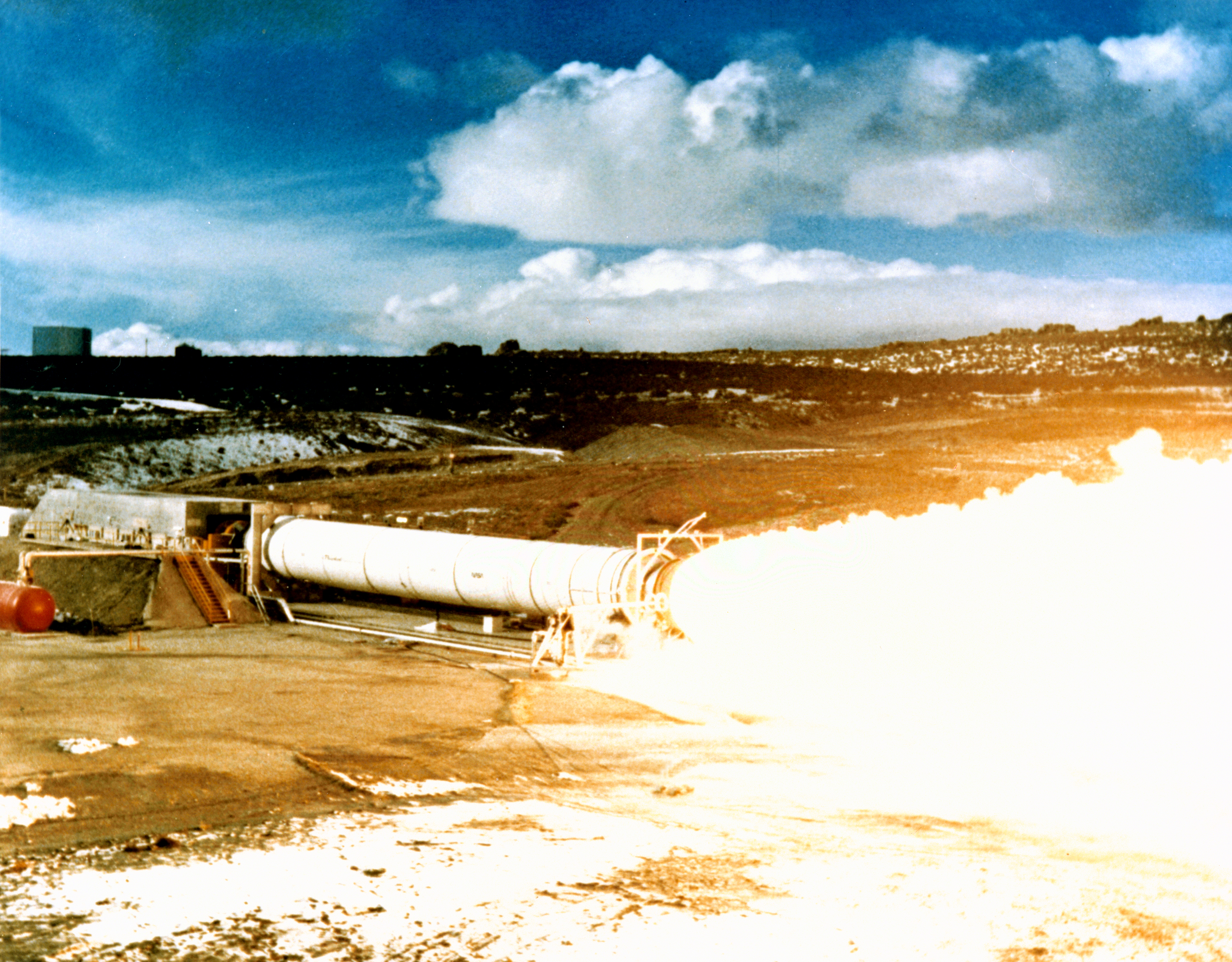
Statischer Brennversuch

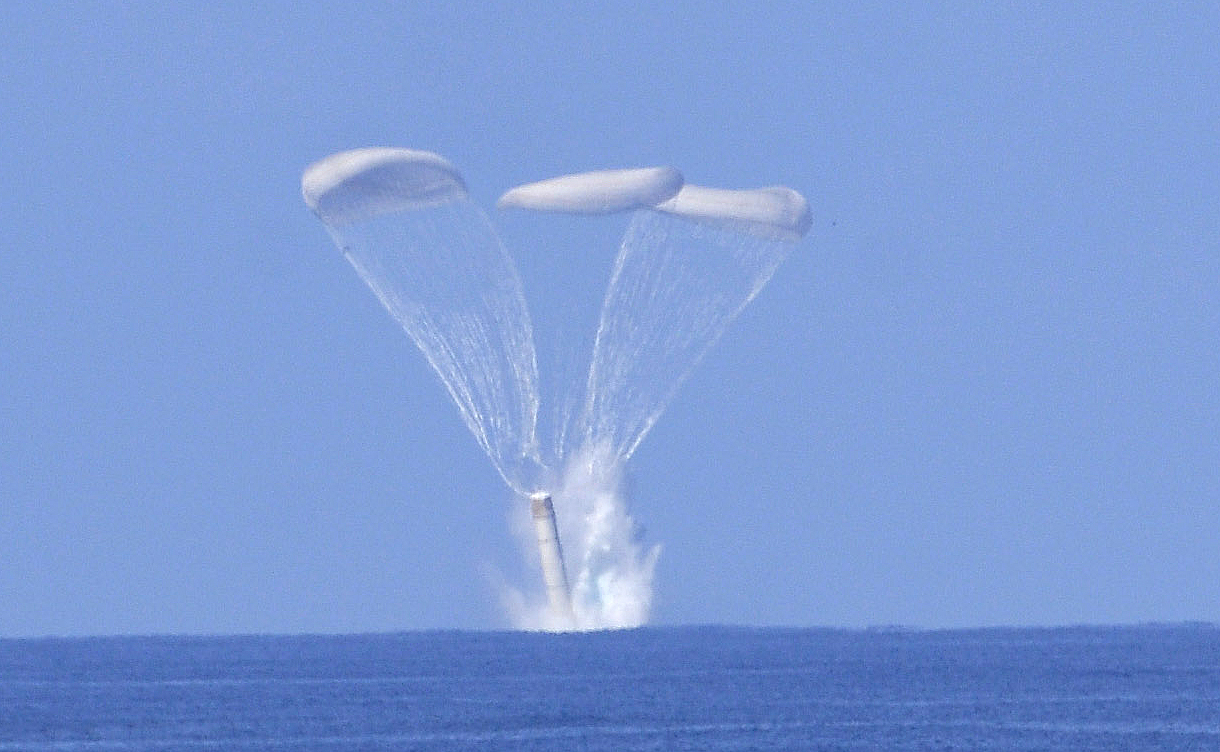
Rechter SRB von STS-124 fällt an Fallschirmen hängend ins Meer

Die Space-Shuttle-Feststoffraketen (englisch Solid Rocket Booster, Abkürzung SRB) sorgten als Booster für den Hauptanteil des Schubs, um das Space Shuttle in den Weltraum zu befördern. Sie waren bis zum ersten Flug des Space Launch Systems (SLS) im November 2022 die leistungsstärksten Raketentriebwerke, die je eingesetzt wurden.

## Einsatz am Space Shuttle
Die beiden wiederverwendbaren SRB produzierten den Hauptanteil des Startschubs des Space Shuttles, beginnend mit dem Abheben von der Startplattform bis in eine Höhe von ca. 45 km, wo sie abgeworfen wurden.
Jeder SRB für das Spaceshuttle bestand aus vier Treibstoffsegmenten, war 45,46 m lang und hatte einen Durchmesser von 3,71 m. Das Startgewicht betrug 590 t je Booster, wobei 84,7 t auf die Struktur entfielen.
Jeder Booster hatte auf Meereshöhe einen Schub von 12,45 MN, der sich kurz nach dem Start bis auf rund 14,5 MN erhöhte. Die Zündung erfolgte 6,6 Sekunden nach dem Zünden der drei Haupttriebwerke des Orbiters, sofern diese mindestens 90 % ihrer vollen Schubkraft erreicht hatten, was normalerweise innerhalb von 3 Sekunden der Fall gewesen sein sollte. Die SRB stellten 83 % des benötigten Schubes beim Start der Raumfähre zur Verfügung. Nach einer Brennzeit von 125 Sekunden wurden die Verbindungsbolzen zum externen Tank getrennt und jeder Booster mit Hilfe von acht kleinen Hilfsraketen vom Tank weggedrückt. 75 Sekunden nach der Trennung erreichten die SRB mit rund 65 km die Scheitelhöhe ihrer Flugparabel und fielen danach zur Erde zurück. Ungefähr 230 km vom Startpunkt entfernt wasserten die Booster an je drei Fallschirmen im Atlantischen Ozean, aus dem sie geborgen, einer Überprüfung zugeführt und wiederverwendet wurden. Dafür betrieb die NASA eigens die beiden Bergungsschiffe „Freedom Star“ und „Liberty Star“.
Ein Versagen eines Dichtungsringes eines Boosters infolge ungewöhnlich tiefer Außentemperaturen in der Nacht vor dem Start war Ursache des Challenger-Absturzes, bei dem 1986 alle sieben Astronauten kurz nach dem Start ums Leben kamen.

## Nachfolgeprojekte

### Constellation
Als nach dem Columbia-Unglück 2003 das Ende des Space Shuttles absehbar wurde, beschloss der damalige Präsident der Vereinigten Staaten, George W. Bush, das Constellation-Programm, das nach dem Ende des Shuttles den bemannten Zugang zum Erdorbit sichern sowie wieder bemannte Flüge zum Mond und darüber hinaus ermöglichen sollte. Ein weiterentwickelter, auf etwa 55 m verlängerter SRB war als Erststufe für die bemannte Trägerrakete Ares I und zwei als Booster für die Ares V, welche auch eine auf Basis des externen Tanks des Space Shuttles basierende Hauptstufe verwenden sollte, vorgesehen. Im Gegensatz zu der Version mit vier Treibstoffsegmenten für das Space Shuttle sollten die Booster für die Ares-Raketenfamilie, neben modernerer Elektronik und Avionik, aus 5 Treibstoffsegmenten bestehen. Durch den zusätzlichen Treibstoff änderte sich zwar die Brenndauer kaum, aber der Schub wurde deutlich gesteigert, die Booster erreichten nun über 16 MN und wären die bis dahin mit Abstand stärksten in Serie hergestellten Raketentriebwerke gewesen. Sie hatten ein Startgewicht von rund 700 t. Es fand jedoch nur ein suborbitaler Testflug mit der Mission Ares I-X statt, bei dem nur vier der fünf Segmente mit Treibstoff befüllt waren. Am Boden wurden drei Exemplare der fünf-Segment-Booster getestet.

### Space Launch System
Nachdem durch den nachfolgenden Präsidenten Barack Obama das Constellation-Programm 2010 aus Kostengründen eingestellt worden war, beschloss der Kongress der Vereinigten Staaten, Teile dieses Projekts weiter zu verwenden. So basieren die Booster der neuen Trägerrakete SLS ebenfalls auf der für die SRB entwickelten Technik. Deren Erstflug fand mit der Mission Artemis 1 im November 2022 statt, wobei das neue NASA-Raumschiff Orion-MPCV in seinem zweiten unbemannten Testflug in eine Umlaufbahn um den Mond und wieder zur Erde zurück befördert wurde. Bergung und Wiederverwendung ist beim SLS nicht vorgesehen. Nach den drei erfolgreichen Testzündungen für Ares erfolgten im März 2015 und im Juni 2016 erste Tests für das SLS-Programm.

## Treibstoff
Der Treibstoff besteht aus einem Mix aus Ammoniumperchlorat (Oxidator, 69,6 % Gewichtsanteil), Aluminium (Treibstoff, 16 %), Eisenoxid (Katalysator, 0,4 %), einem Polymer (Butadien-Kautschuk als Bindemittel und zusätzlicher Treibstoff, 12,04 %) und einem Epoxidharzhärter (1,96 %). Diese Mischung wird als Ammonium Perchlorate Composite Propellant (APCP) bezeichnet und liefert einen spezifischen Impuls von 242 s auf Meereshöhe oder 268 s im Vakuum.